# MEG (företag)
MEG, tidigare Morrison Entertainment Group, är ett företag baserat i El Segundo, Kalifornien, som har specialiserat sig på produktutveckling, tillverkning och licensiering av leksaker för barn. 
Morrison Entertainment Group, (nu MEG) grundades av Joe Morrison, med bakgrund från Mattel,  och hans partner John Andersson båda befattningshavare för Mattel Inc . Morrison Entertainment Group låg bakom ett antal framgångsrika leksaker som lanserades under 1990-talet, bland annat Monster in My Pocket, Puppy in My Pocket och andra "In My Pocket"-märken. De ligger också bakom Stink Blasters, illaluktande men omtyckta och tysta men dödliga . 